# تروسکی
تروسکی (به لاتین: Truski) یک منطقهٔ مسکونی در لهستان است که در Gmina Bielsk Podlaski واقع شده‌است.